# Protoptila lega
Protoptila lega là một loài Trichoptera trong họ Glossosomatidae. Chúng phân bố ở miền Tân bắc.